# Просвещение Сибири
«Просвещение Сибири» (также Сибирский педагогический журнал, «Просвещение Западной Сибири») — советский ежемесячный общественно-педагогический журнал, выходивший с 1923 по 1939 год в Новосибирске. Объём номера — пять печатных листов.

## История
Периодическое издание начало выпускаться Сибирским отделом народного образования в мае 1923 года и до 1926 года носило название Сибирского педагогического журнала.
В мае 1928 года к пятилетию «Просвещения Сибири» в Томске и Кузбассе (Топкинский район) были проведены несколько встреч корреспондентов журнала с читателями (аналогичная конференция состоялась и в 1933 году по случаю десятилетия).
С 1929 года содержание журнала стало меняться под воздействием распространявшейся сталинской идеологии. Начались резкие выпады в адрес одного из авторов журнала А. М. Топорова, критика печати различных издательств и пр.
В конце 1920-х годов достигнут наивысший тираж в 5000 экземпляров.
В 1930 году два раза в месяц выпускалось приложение «В помощь просвещенцу».
В 1933 году были арестованы В. А. Пупышев, Г. И. Черемных и П. К. Казаринов, сотрудники издания.
В 1936 году журнал сменил название на «Просвещение Западной Сибири». В конце 1939 года его публикация была остановлена.

## Издатели
Техническим издателем выступал Сибкрайиздат и сменившее его в 1930 году Западно-Сибирское краевое отделение ОГИЗа.

## Сотрудники
Должность редактора занимали Д. К. Чудинов (1923), А. Я. Голышев (1924—1927), Н. В. Вихирев (1928—1930), В. П. Теряев (1931—1936). Членами редакционного коллектива также были М. М. Басов, А. А. Ансон, И. В. Сорокин, Н. П. Смирнов, И. И. Ляшенко и т. д.
Среди авторов журнала в 1920-х годах наибольшую активность проявляли А. М. Топоров, Г. И. Итыгин, Г. А. Вяткин, И. Н. Орловский, В. А. Пупышев, Н. К. Ауэрбах, Г. И. Черемных, П. К. Казаринов.